# Abraham d'Éphèse
Pour les articles homonymes, voir Éphèse (homonymie).
Abraham d'Éphèse est un auteur chrétien du VIe siècle, archevêque d'Éphèse et fondateur de monastère.

## Éléments biographiques
Abraham d'Éphèse, auteur du VIe siècle dont on conserve deux homélies, est évoqué dans le Pré spirituel de Jean Moschus qui écrit de lui : « En ce même temps l’abbé Abraham qui venait de fonder à Constantinople le monastère appelé des Abrahamites et qui devint plus tard archevêque d’Éphèse, bon et doux pasteur, fondait son propre monastère, surnommé monastère des Byzantins », à Jérusalem ou dans la région.